# Elsa Oehme-Förster

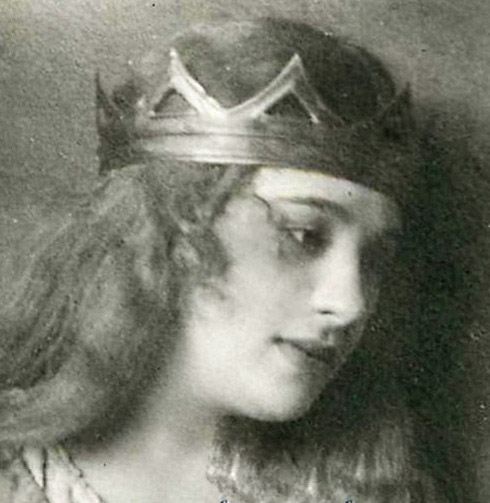
Elsa Oehme-Förster als Gänsemagd in Humperdincks Königskinder, Köln 1922

Elsa Oehme-Förster, auch Elsa Oehme-Foerster oder Elsa Foerster (* 23. September 1899 in New York; † 21. September 1987 in Köln) war eine amerikanisch-deutsche Opernsängerin (Sopran) und Filmschauspielerin.

## Leben
Ihr Vater Wilhelm Förster war als Klarinettist im Orchester der New Yorker Metropolitan Opera tätig. Bereits als Kind trat sie dort in zwei Gesangsrollen auf: von 1911 bis 1914 in der anspruchsvollen Rolle der Besenbindertochter in der Uraufführungsreihe der Oper Königskinder von Engelbert Humperdinck und 1914/15 in einer kleinen Partie in der amerikanischen Erstaufführung von L'amore dei tre re von Italo Montemezzi, Dirigent war Arturo Toscanini.
Ab dem Jahr 1915 nahm sie ein Gesangsstudium bei Frank G. Dossert auf und ab 1918 am Grauberry Konservatorium in New York. Die Künstlerin debütierte 1920 bei der Ossining Opera Company; 1920 bis 1921 folgte eine Nordamerika-Tournee mit der Fleck Opera Company. Sie kam dann nach Deutschland, wo sie von 1922 bis 1924 am Opernhaus von Düsseldorf engagiert wurde und u. a. 1923 in der Uraufführung der Oper Die heilige Ente von Hans Gál mitwirkte. Nebenbei drehte sie einige Stummfilme, so die Komödie Ein Mädchen aus guter Familie.
1924 sprang sie vertretungsweise an der florierenden Kölner Oper als Gounods Margarethe ein und löste einen Jubelsturm aus. Als sie kurz darauf am selben Haus die Agathe in Carl Maria von Webers Freischütz sang, bemerkte die Kölnische Volkszeitung: „Fräulein Förster dürfte wohl mit einem festen Vertrag nach Hause gefahren sein.“ In der Tat wurde die Förster von 1924 bis 1944 zur Primadonna an der alten Kölner Oper.

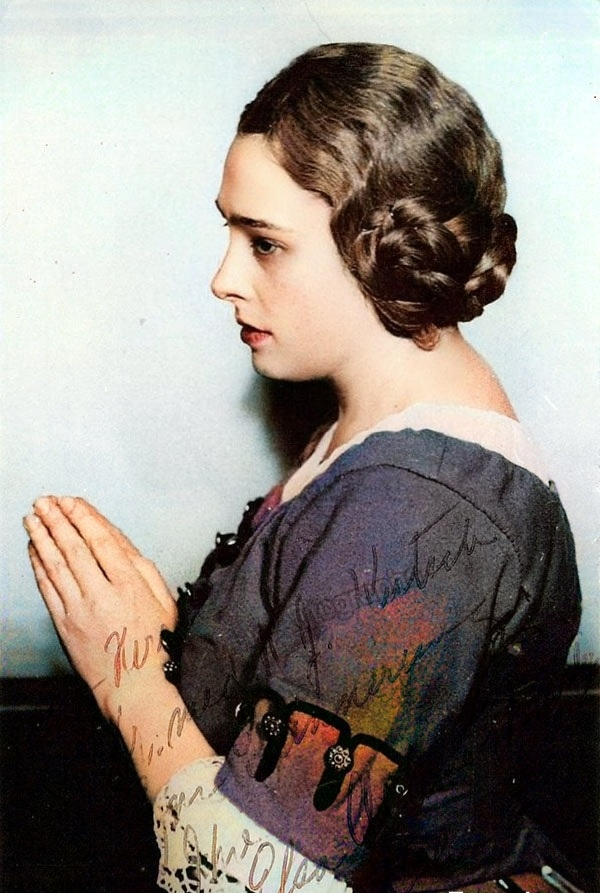
Elsa Oehme-Förster als Agathe in „Der Freischütz“, Kölner Oper, ca. 1925

Ihr Repertoire umfasste über 50 Rollen. Gelobt wurde ihre „ausdrucksreiche, lyrische Sopranstimme, deren Möglichkeiten bis ins dramatische Fach reichen“ und ihre Bühnenpräsenz. „Die zierliche, anmutige Gestalt“ der Förster und ihr „schauspielerisches Talent“ machten sie zu einer überregionalen Sensation: Als sie in Köln die Gänsemagd in Humperdincks Königskinder gab, war die New Yorker Presse anwesend und setzte ihre Leistung gleich mit der der legendären Geraldine Farrar, die die Gänsemagd bei der Uraufführung dieser Oper an der MET kreiert hatte und bei der die Förster in einer Kinderrolle debütiert hatte.

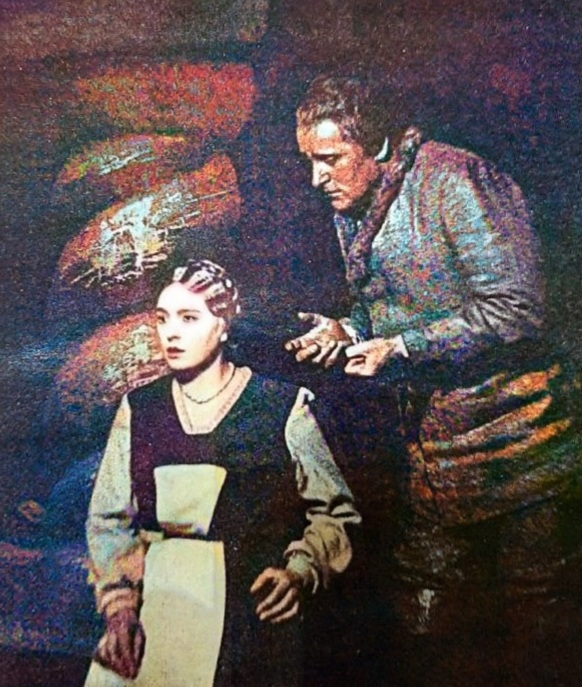
Elsa Oehme-Förster als Senta und Mathias Steland als Erik in „Der fliegende Holländer“ von Richard Wagner, Kölner Oper 1938

Besonders geschätzt wurde sie als Wagner-Interpretin: Elisabeth in Tannhäuser, Elsa im Lohengrin, Senta in Der fliegende Holländer und Irene in Rienzi.

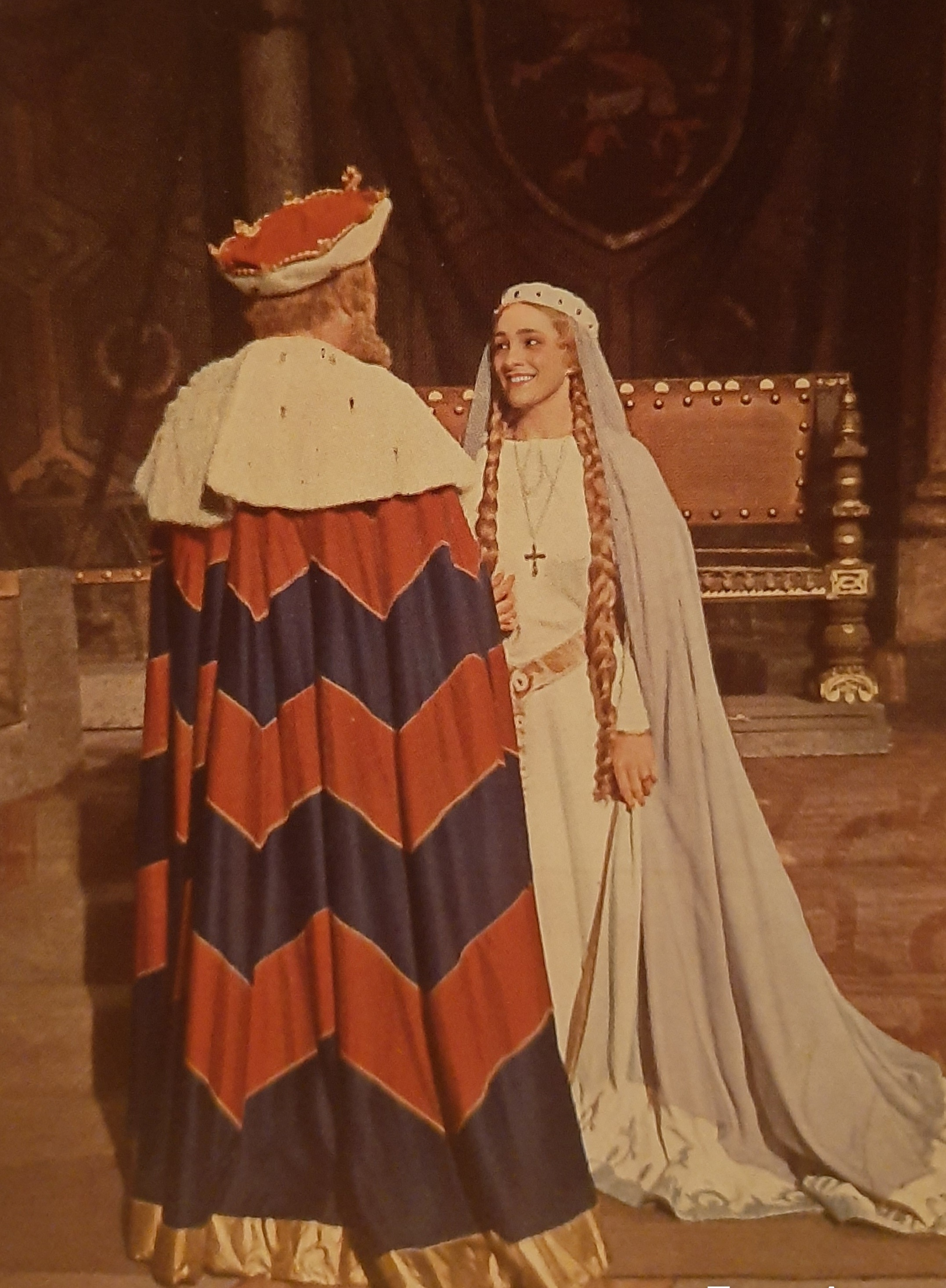
Elsa Oehme-Förster als Elisabeth in der Oper „Tannhäuser“ von Richard Wagner

Weitere Glanzrollen waren Micaëla in Carmen von Georges Bizet und Myrtocle in Die Toten Augen von Eugen d’Albert sowie die Titelrollen in den Opern Turandot von Puccini, Louise von Charpentier und Martha in Tiefland von d’Albert.

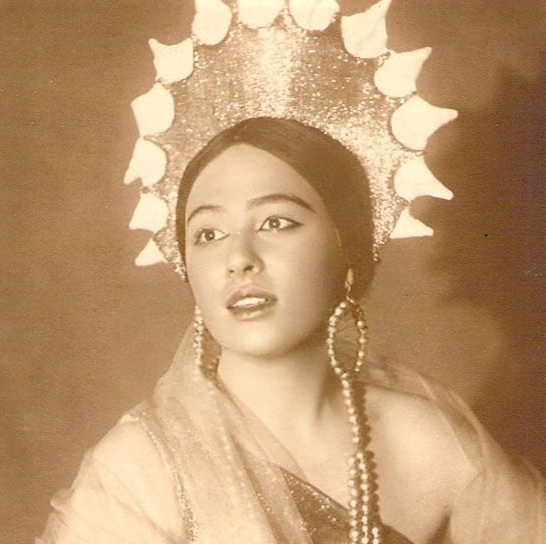
Elsa Oehme-Förster als Prinzessin in „Maruf, Schuster von Kairo“, Kölner Oper, ca. 1925

Tondokumente existieren von den Partien der Agathe in Der Freischütz und Mimi in La Bohème.
Die Künstlerin sang in der europäischen Premiere von Prokofieffs Die Liebe zu den drei Orangen (1925), in den Uraufführungen der Opern Die Opferung des Gefangenen von Egon Wellesz (1926), Schwanhild von Paul Graener (1942 in der Titelrolle) und in Siegfried Wagners Der Heidenkönig (1933).

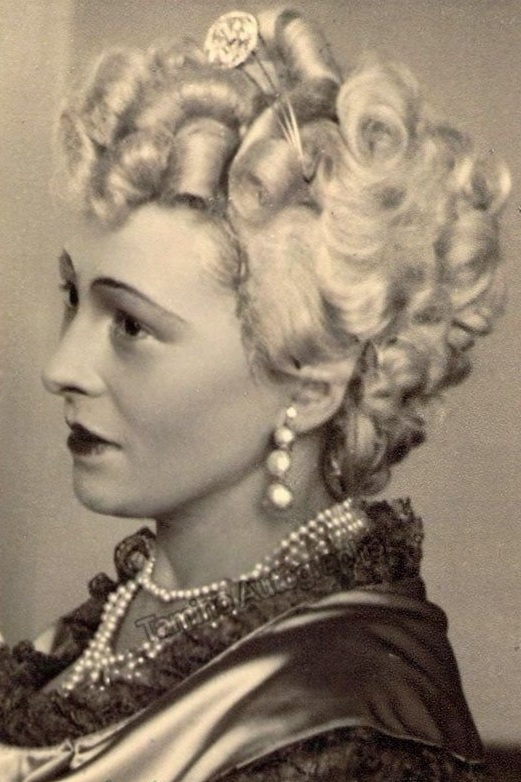
Elsa Oehme-Förster als Gräfin in „Figaros Hochzeit“, Kölner Oper, ca. 1935

Sie kam auch als Konzertsängerin zu einer bedeutenden Karriere und wirkte ab 1938 als Pädagogin in Köln.
Trotz Angeboten aus Paris, München, Wien, Berlin, Dresden  und Hamburg blieb sie in Köln.
Sie war verheiratet mit dem Kölner Kaufmann Walter Oehme und hatte zwei Töchter mit ihm. Als Person des öffentlichen Lebens weihte sie in Köln Gebäude ein, gab Startschüsse für Sportwettbewerbe und zog sich durch regimekritische Äußerungen den Zorn der Nationalsozialisten zu. Das daraufhin verhängte Auftrittsverbot musste auf Druck der Bevölkerung wieder zurückgenommen werden.
Die Kölner Oper hatte während den sich ungewöhnlich lang hinziehenden Diskussionen, ob das kriegsbeschädigte Haus repariert werden solle, zunächst in Baden-Baden und ab 1945 in der Kölner Universitätsaula Quartier genommen. Elsa Oehme-Förster nahm im Jahre 1949 ein Engagement am Stadttheater von Hagen (Westfalen) an, wo sie bis 1952 im Ensemble verblieb. Sie trat gelegentlich noch in Köln auf, zuletzt im Jahre 1952 als Aïda.
Danach zog sie sich aus der Öffentlichkeit zurück und verbrachte ihren Lebensabend in den Köln-Riehler Heimstätten.
Ihr Grab befindet sich auf dem Kölner Westfriedhof. Ölgemälde von Boleslaw von Szankowski und Willy Krapoth, die die Künstlerin porträtierten, hingen bis 1985 im Kölner Opernhaus und wurden dann der theaterwissenschaftlichen Sammlung der Kölner Universität vermacht.

## Diskografie
ELECTROLA, Berlin 23. Februar 1933
Orchester der Staatsoper Berlin. Dirigent: Fritz Zweig
- Leb wohl jetzt. Schlussszene 3. Akt aus der Oper La Bohème (Puccini) (Best.-Nr. EH 813).
Mit Erna Berger, Walther Ludwig und Willi Domgraf-Fassbaender
- Wie nahte mir der Schlummer. Arie der Agathe aus der Oper Der Freischütz (Weber) (EH 823)

Wiederveröffentlichungen:

- Arie der Agathe in: Die Kölner Oper von der Jahrhundertwende bis zur Jahrhundertmitte. Melder, Köln 1994 (2 CDs) (TMK 004099)

## Filmografie
- Ein Augenblick im Paradies. Regie: Georg Schubert. Protoskop-Film, Berlin 1919
- Ein Mädchen aus guter Familie. Regie: Georg Schubert. UFA, Berlin 1919
- Die vom 17er Haus / Wien im Jahre 2032 (Werbefilm für die Landtagswahl der Sozialdemokraten). Regie: Artur Berger. Allianz-Film, Wien 1932